# Oleksandr Oles

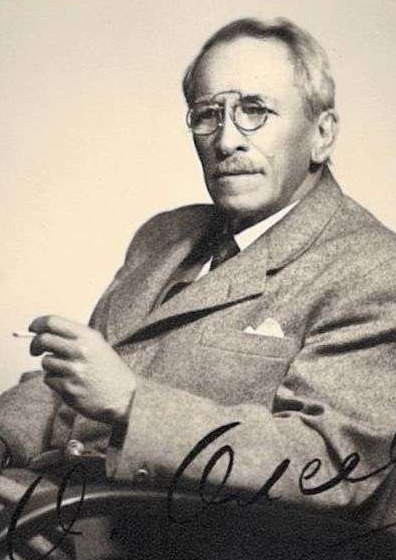
Oleksandr Oles

Oleksandr Oles (ukrainisch Олександр Олесь; * 23. Novemberjul. / 5. Dezember 1878greg. in Bilopillja, Gouvernement Charkow, Russisches Kaiserreich; † 22. Juli 1944 in Prag, Protektorat Böhmen und Mähren) war als ukrainischer Schriftsteller und Dramatiker ein Vertreter des Symbolismus.
Oles kam als Oleksandr Iwanowytsch Kandyba (ukr. Олекса́ндр Іва́нович Канди́ба) zur Welt und veröffentlichte seine Werke unter dem Pseudonym Oleksandr Oles.
Er war der Vater des ukrainischen Dichters, Prähistorikers und Politikers Oleh Olschytsch (1907–1944). Oles verließ sein Heimatland 1919 und lebte zunächst in Budapest, Wien und Berlin. Ab 1923 lebte er im tschechischen Prag im Exil und starb 1944 in der von Deutschland besetzten Stadt, wo er auf dem Olschanski-Friedhof begraben wurde.